# Sørum
Sørum és un antic municipi situat al comtat d'Akershus, Noruega. Té 17.443 habitants (2016) i té una superfície de 207 km². El centre administratiu del municipi és el poble de Sørumsand.